# کهلیان
کهلیان (به انگلیسی: Kohlian) یک منطقهٔ مسکونی در پاکستان است که در ناحیه سرگودها واقع شده‌است. کهلیان ۱۹۰ متر بالاتر از سطح دریا واقع شده‌است.